# Cherry Jones
Pour les articles homonymes, voir Cherry.
Cherry Jones est une actrice américaine née le 21 novembre 1956 à Paris (Tennessee). Elle a interprété le rôle de la présidente des États-Unis dans les saisons 7 et 8 de 24 Heures chrono.

## Biographie
Cherry Jones est surtout connue aux États-Unis pour sa carrière au théâtre, pour laquelle elle est considérée comme l'une des meilleures actrices de sa génération, voire au-delà. Diplômée de l'université Carnegie-Mellon, en Pennsylvanie, où elle obtient un BFA (Bachelor of Fine Arts) d'art dramatique en 1978, elle passe un an avec la compagnie de théâtre de la Brooklyn Academy of Music. En 1980, elle devient membre fondateur de l'American Repertory Theater à Cambridge, dans le Massachusetts, et pendant six ans elle joue dans environ 25 pièces du répertoire classique (Shakespeare, Tchekhov, Brecht, entre autres).
Elle fait ses débuts à Broadway en 1987 dans Stepping out. En 1991, son rôle dans Our Contry's Good lui vaut sa première nomination pour un Tony Award de meilleure actrice dans une pièce. En 1992, elle obtient un Obie award pour son rôle dans The Baltimore Waltz de Paula Vogel.
Sa carrière décolle en 1995 quand elle obtient un premier Tony Award de meilleure actrice, ainsi qu'un Drama Desk Award et un "distinguished performance award" de la Drama League, pour son interprétation de l'héroïne de la pièce The Heiress au Lincoln Center Theater. Lors du discours d'acceptation de son Tony Award, elle remercie sa compagne de l'époque et devient alors, sans vraiment l'avoir cherché, la première actrice lesbienne à recevoir un tel prix. En 1997-1998, sa performance dans la pièce Pride's Crossing, qui retrace les mémoires de l'héroïne de 90 ans, lui vaut un nouveau Drama Desk Award de meilleure actrice ainsi qu’un Outer Critics Circle Award. En 2000, elle interprète le rôle de Josie Hogan dans A Moon for the Misbegotten, une reprise de la pièce de O'Neill, qui lui vaut une nouvelle nomination aux Tony Awards, puis enchaîne en 2001 avec une reprise de la pièce de George Bernard Shaw Major Barbara.
Elle obtient une nouvelle consécration en 2005, avec un deuxième Tony Award de meilleure actrice pour son rôle de Sœur Aloysius dans la pièce Doubt (doute en français) de John Patrick Shanley. La pièce obtient un tel succès qu'elle la jouera plus de 700 fois à travers tous les États-Unis, puis le rôle sera repris par d'autres actrices. Doubt a ensuite été adapté au cinéma (Doute) avec Meryl Streep dans le rôle de Sœur Aloysius. En 2006, elle reprend un difficile rôle sous forme de long monologue dans Faith Healer.
Parallèlement, elle apparaît dans différents films (dont Julian Po en 1997, L'Homme qui murmurait à l'oreille des chevaux en 1998, Erin Brockovich en 2000, Signes en 2002, Le Village et Ocean's 12 en 2004 ou Amelia en 2009) ou dans des téléfilms (dont Alex: the life of a child, ABC, 1986 ou What makes a family avec Brooke Shields, Lifetimes, 2001), jusqu'à son rôle de présidente des États-Unis dans la série 24 heures chrono, saisons 7 et 8 (2009, 2010), précédées du téléfilm Redemption en 2008. Elle obtient un Emmy Award de meilleur second rôle dans une série dramatique dès sa première nomination en 2009, pour ce rôle dans la saison 7 (elle déclinera une nouvelle nomination en 2010, arguant du fait qu'il faut savoir se contenter de ce qu'on a ; elle a d'ailleurs donné son Emmy Award à l'équipe technique de la série, car elle considère que ce sont eux qui travaillent le plus alors qu'aucune récompense ne leur est destinée).

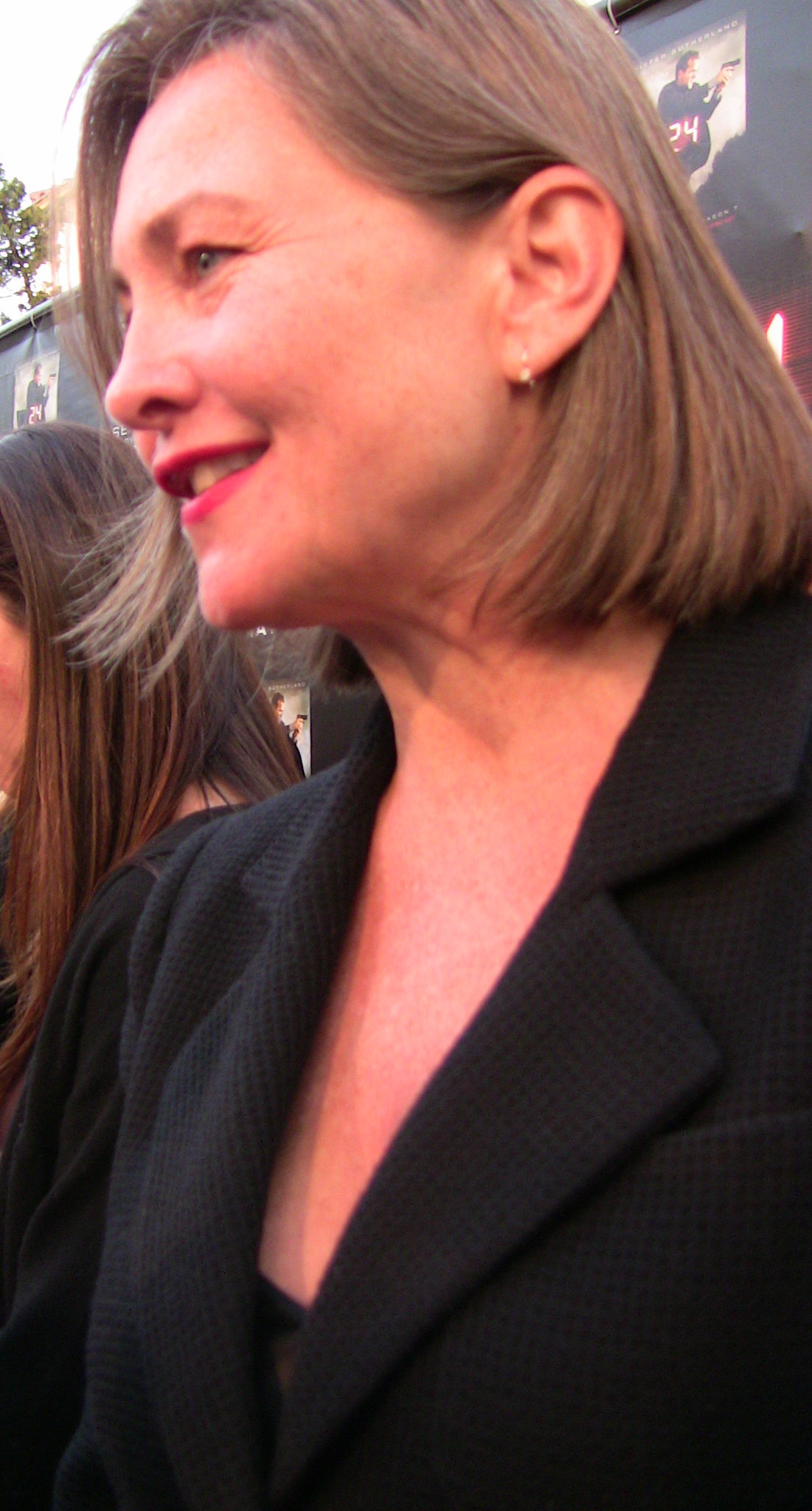
Cherry Jones en 2009.

De retour au théâtre, elle a joué le rôle-titre dans une nouvelle adaptation de la pièce de George Bernard Shaw Mrs Warren's profession à Broadway de septembre à novembre 2010. Elle est à nouveau citée pour ce rôle par la Drama League, mais le prix ne peut être attribué qu'une seule fois à un même acteur. Du 3 février au 17 mars 2013, elle joue Amanda Wingfield dans la pièce de Tennessee Williams The Glass menagerie, dirigée par John Tiffany pour l'American Repertory Theater à Cambridge (Massachusetts), aux côtés de Zachary Quinto, Celia Keenan-Bolger et Brian J. Smith. La pièce a été reprise à Broadway, au Booth Theatre, de septembre 2013 à février 2014, et lui a valu une nouvelle nomination pour le Tony Award de meilleure actrice en 2014. Elle ne l'a pas obtenu, mais a obtenu un Outer Critics Circle Award pour ce même rôle.
En 2015 et 2016 elle a un rôle récurrent dans les saisons 2 et 3 de la série Transparent pour laquelle elle est nommée pour le Critics' Choice Television Awards an tant que "Best Guest Performer" dans une série-comédie en 2015. En 2016, elle apparaît dans "Nosedive" un épisode de la série Black Mirror et dans 11.22.63.
Elle a entretenu une relation avec Sarah Paulson entre 2004 et 2009. Mi 2015 elle a épousé la réalisatrice Sophie Huber. Elle est membre de l'Actors' Equity Association (en) depuis 1978.

## Filmographie

### Cinéma
- 1987 : Light of Day de Paul Schrader : Cindy Montgomery
- 1987 : La Gagne (The Big Town) de Ben Bolt et Harold Becker : Ginger McDonald
- 1992 : Fais comme chez toi ! (HouseSitter) de Frank Oz : Patty
- 1995 : Polio Water de Caroline Kava (court-métrage) : Virginia
- 1997 : Julian Po d'Alan Wade : Lucy
- 1998 : L'Homme qui murmurait à l'oreille des chevaux (The Horse Whisperer) de Robert Redford : Liz Hammond
- 1999 : Broadway, 39ème rue (Cradle Will Rock) de Tim Robbins : Hallie Flanagan
- 2000 : Erin Brockovich, seule contre tous (Erin Brockovich) de  Steven Soderbergh : Pamela Duncan
- 2000 : En pleine tempête (The Perfect Storm) de Wolfgang Petersen : Edie Bailey
- 2002 : Les Divins Secrets (Divine Secrets of the Ya-Ya Sisterhood) de Callie Khouri : Grand-mère Buggy Abbott
- 2002 : Signes (Signs) de M. Night Shyamalan : Officer Paski
- 2004 : Le Village (The Village) de M. Night Shyamalan : Mme Clack
- 2004 : Ocean's Twelve de Steven Soderbergh : Molly Star / Mme Caldwell
- 2005 : Swimmers de Doug Sadler : Julia Tyler
- 2009 : Amelia de Mira Nair : Eleanor Roosevelt
- 2010 : Mother and Child de Rodrigo García : Sœur Joanne
- 2011 : Le Complexe du castor (The beaver) de Jodie Foster : la vice-présidente de la société
- 2011 : Happy New Year (New year's eve) de Garry Marshall : Mme Rose Ahern
- 2013 : Days and Nights de Christian Camargo : Mary
- 2015 : Knight of Cups de Terrence Malick : Ruth
- 2015 : I Saw the Light de Marc Abraham : Lillie Williams
- 2016 : Whiskey Tango Foxtrot de Glenn Ficarra et John Requa : Geri Taub
- 2017 : The Party de Sally Potter : Martha
- 2018 : Boy Erased de Joel Edgerton : Dr Muldoon
- 2019 : Un week-end à Napa (Wine Country) d'Amy Poehler : Lady Sunshine
- 2019 : Un jour de pluie à New York (A Rainy Day in New York) de Woody Allen : Mrs. Welles
- 2019 : Brooklyn Affairs (Motherless Brooklyn) d'Edward Norton : Gabby Horowitz
- 2019 : The Friend de Gabriela Cowperthwaite : Faith Pruett
- 2021 : Dans les yeux de Tammy Faye (The Eyes of Tamy Faye) de Michael Showalter : Rachel LaVallay
- 2022 : The Sky Is Everywhere de Josephine Decker : Gram Walker

### Télévision
- 1983 : Amoureusement vôtre (Loving) : Frankie
- 1986 : Alex: The Life of a Child  : Tina Crawford
- 1986 : Adam's Apple
- 1999 : Murder in a Small Town : Mimi Barnes
- 1999 : The Lady in Question (en) de Joyce Chopra : Mimi Barnes
- 2000 : Cora Unashamed : Lizbeth Studevant
- 2001 : Les Liens du cœur (What Makes a Family) de Maggie Greenwald : Sandy Cataldi
- 2004 : À la Maison-Blanche de  Aaron Sorkin : Barbara Layton
- 2008 : 24 : Redemption de Jon Cassar : Présidente Allison Taylor
- 2009 - 2010 : 24 heures chrono de Joel Surnow et Robert Cochran : Présidente Allison Taylor (43 épisodes)
- 2012 : Awake de Kyle Killen : Dr Judith Evans
- 2015 : Transparent : Leslie
- 2016 : 11/22/63  : Marguerite Oswald
- 2016 : Black Mirror : Susan
- 2017 : American Crime : Laurie Ann Hesby (4 épisodes)
- 2018 : Portlandia : Mme Mayor
- 2018 : The Handmaid's Tale : Holly Maddox, la mère de June (3 épisodes)
- 2019 : Chimerica : Mel Kincaid (4 épisodes)
- 2019 : Succession : Nan Pierce (2 épisodes)
- 2020 : Defending Jacob : Joanna Klein
- 2022 : Five Days at Memorial : Susan Mulderick

## Distinctions

### Récompenses
- Obie Award 1991-1992 : pour son rôle de Anna dans The Baltimore Waltz
- Tony Award 1995 : Meilleure actrice pour son rôle de Catherine Sloper dans The Heiress
- Drama Desk Award 1995 : Meilleure actrice pour son rôle de Catherine Sloper dans The Heiress
- Drama League Award 1995 : distinguished performance award
- Outer Critics Circle Award 1998 : Meilleure actrice pour son rôle dans Pride's Crossing
- Drama Desk Award 1998 : Meilleure actrice pour son rôle dans Pride's Crossing
- Lucille Lortel Award 1998 : Meilleure actrice pour son rôle dans Pride's Crossing
- Vito Russo Award 2003 au GLAAD (award des gay et lesbiennes contre la diffamation)
- Tony Award 2005 : Meilleure actrice pour son rôle de Sister Aloysius dans Doubt
- Drama Desk Award 2005 : Meilleure actrice pour son rôle de Sister Aloysius dans Doubt
- Obie Award 2005 : pour son rôle de Sister Aloysius dans Doubt
- Emmy Award 2009 (20 septembre) : Meilleure actrice dans un second rôle - série dramatique pour son rôle de la Présidente Allison Taylor dans la série 24[1].
- Outer Critics Circle Award 2014 : Meilleure actrice pour son rôle dans The Glass Menagerie

### Nominations
- Tony Award 1991 : Meilleure actrice pour Our Country's good
- Tony Award 2000 : Meilleure actrice pour A Moon for the Misbegotten
- Drama Desk Award 2006 : Meilleure actrice pour Faith Healer
- Tony Award 2014 : Meilleure actrice pour The Glass Menagerie
- Critics' Choice Television Awards 2016: meilleure actrice second rôle dans une série comique pour Transparent
- Screen Actors Guild Award 2016: performance remarquable pour un ensemble dans une série comique pour Transparent
- Olivier Awards 2017: Olivier award de la meilleure actrice pour The Glass Menagerie